# Kartoffelkage
Kartoffelkagen er en gammel dansk flødekage, som skal forestille en kartoffel med jord på. Kartoffelkager består af en bund af vandbakkelse med et lag flødeskum på. Dette dækkes af marcipan, som drysses med kakaopulver.
Kartoffelkagen fik sit store gennembrud i 1947 ved 100-året for kartoffelpestens hærgen i Europa. Kartoffelkagen blev udbredt fra København, og flere forskellige versioner er siden opstået. Af de mest almindelige versioner findes den oprindelige kage med vandbakkelsesbund og marcipantop og den senere opståede version med lagkagebund og marcipantop. Lagkagebunden formodes opstået i forbindelse med lanceringen af den populære flødekage gåsebryst og benyttes i dag af mange bagere for at forlænge kagernes levetid i butiksvinduet.